# Kavka
Kavka (znanstveno ime Coloeus monedula) je ena od najmanjših ptic iz družine vranov. 
V dolžino meri 34–39 centimetrov in tehta približno 240 gramov. Prepoznamo jo po perju črnosive barve s svetlejšim tilnikom in belih šarenicah. Živi po vsej Evropi in v Zahodni Aziji ter Severni Afriki.